# 郡山ビッグハート
郡山ビッグハート（こおりやまびっぐはーと）は、福島県郡山市にある医療機関。郡山市医療介護病院と郡山市休日・夜間急病センターからなる複合施設である。
かつてこの地にあり、2004年に国立療養所福島病院との統合により閉鎖された国立郡山病院の跡地に建設され、2006年にオープン。
国立郡山病院の沿革は次のとおり。昭和16年10月、東部第66部隊附設陸軍病院として創設され、昭和20年12月、厚生省に移管、国立郡山病院として発足し、昭和28年4月、国立療養所に転換、国立療養所郡山病院となる。昭和37年4月、国立病院に組織替、国立郡山病院となり、昭和56年2月、NICUを開設。平成16年2月、国立療養所福島病院との統合のため閉院した。

## 診療科
- 内科
- 小児科
- 歯科
- 皮膚科
- 整形外科
- リハビリテーション科

## 医療機関の指定等
- 保険医療機関

## 交通アクセス
- 郡山駅西口バスプールの9番ポールから福島交通「希望ヶ丘行き」又は「新池下団地行き」のバスに乗車し、停留所「郡山ビッグハート」で下車。